# Gelis venatorius
Gelis venatorius là một loài tò vò trong họ Ichneumonidae.